# Jean de Brie
Jean de Brie (* 1336 in Aulnoy; † im 14. oder 15. Jahrhundert) war ein französischer Schäfer und Autor. Er veröffentlichte 1379 ein frühes Handbuch der Schäferei.

## Leben und Werk
Jean de Brie wuchs als Schäfer auf und wurde zum Studium nach Paris geschickt. Dort trat er in die Dienste von Arnoult de Grandpont, Schatzmeister der Sainte-Chapelle, dann von Jean d’Hétomesnil, der ihn dem König Karl V. empfahl. Er legte, auf Bitten des Königs, sein Wissen über die Schäferei in dem Buch Le vray regime et gouvernement des bergers et bergeres nieder, das 1379 erschien. Neben den Werken von Petrus de Crescentiis (etwa Livre des Prouffits Ruraux) zählt Jean de Bries Werk zu den ersten nachrömischen Büchern zur Landwirtschaft. Armand Strubel nannte es eine Mischung von Wirtschaftslehre und Literatur.

## Schriften (Auswahl)
- Carleton W. Carroll, Lois H. Wilson (Hrsg.): The medieval shepherd. Jean de Brie’s Le bon berger (1379). ACMRS, Arizona Center for Medieval and Renaissance Studies, Tempe, Ariz. 2012. (Urtext und englische Übersetzung)
- Le Bon Berger. Le vrai règlement et gouvernement des bergers et bergères. Transcrit en français moderne par Michel Clévenot. Stock, Paris 1979.